# Izák Abrahamides
Izák Abrahamides (pseudonimy Hrochotius, Hrochotský, z Hrochoti) (ur. 1557 w Hrochoti – zm. 3 września 1621 w Bojnicach) – słowacki duchowny protestancki i pisarz, przodujący przedstawiciel słowackiej reformacji.